# Elizabeth Evatt
Elizabeth Andreas Evatt (Sídney, 11 de noviembre de 1933) es una abogada y jurista reformista australiana que formó parte de numerosos tribunales y comisiones nacionales e internacionales. Fue la primera presidenta del Tribunal de Familia de Australia, la primera jueza de un tribunal federal australiano y la primera australiana en ser elegida para el Comité de Derechos Humanos de las Naciones Unidas.

## Biografía
Evatt nació en 1933, Educada en el Presbyterian Ladies' College en Pymble, Sídney, Evatt estudió derecho en la Universidad de Sydney, siendo la estudiante de Derecho más joven jamás aceptada. Fue la primera estudiante en ganar la Medalla de Derecho de la Universidad, graduándose en marzo de 1955. Admitida como abogada en Nueva Gales del Sur en 1955, Evatt consiguió una beca para la Universidad de Harvard, donde obtuvo un Máster en Derecho en 1956 y se colegió en el Inner Temple en Londres, Reino Unido. De 1968 a 1973, Evatt trabajó en la Comisión de Derecho de Inglaterra y Gales bajo la dirección de Lord Scarman.

### Trayectoria profesional
En diciembre de 1972, Evatt fue nombrada primera mujer vicepresidenta de la Comisión de Conciliación y Arbitraje del Commonwealth y ocupó este cargo hasta 1989. Entre 1974 y 1977, Evatt presidió la Comisión Real sobre Relaciones Humanas, produciendo recomendaciones que finalmente llevaron a la promulgación de la Ley de Derecho Familiar de 1975, donde se introdujeron en el derecho familiar australiano el divorcio sin culpa y el motivo único de diferencias irreconciliables evidenciadas por una separación de doce meses. La Ley también estableció el Tribunal de Familia de Australia, y Evatt fue designada como su primera Presidenta del Tribunal Supremo ocupando este cargo desde 1976 hasta 1988.
En 1988, Evatt fue nombrada Presidenta de la Comisión de Reforma Legal de Australia, cargo que ocupó hasta 1993. De 1995 a 1998, se desempeñó como Comisionada a tiempo parcial de la Comisión Australiana de Derechos Humanos e Igualdad de Oportunidades.
En 1984 fue nombrada miembro del Comité de las Naciones Unidas para la Eliminación de la Discriminación contra la Mujer, posteriormente, presidió el comité, de 1989 a 1991, y permaneció como miembro hasta 1992. Fue la primera persona en Australia en ser elegida miembro del Comité de Derechos Humanos de las Naciones Unidas en 1992, sirviendo como miembro de 1993 a 2000.
Entre 1998 y 2007, Evatt sirvió dos mandatos consecutivos de cinco años como jueza de un tribunal del Banco Mundial que resuelve disputas de personal. Fue elegida Comisionada del Comité Internacional de Juristas en abril de 2003.
En 1988 Evatt fue nombrada Canciller de la Universidad de Newcastle, cargo que ocupó hasta 1994.

### Defensora de los derechos humanos y los derechos de las mujeres
En 1995, el senador Herron, Ministro de Asuntos Aborígenes e Isleños del Estrecho de Torres, encargó a Evatt que revisara la Ley de Protección del Patrimonio de los Aborígenes e Isleños del Estrecho de Torres de 1984. Su extenso informe, Review of the Aboriginal and Torres Strait Islander Heritage Protection Act 1984 ('the Evatt Review') se presentó en agosto de 1996, y allanó el camino para la reforma legislativa en un área legal compleja y controvertida.
Evatt ha sido una abierta defensora de las cuestiones relacionadas con los derechos humanos en Australia, en particular los derechos de las mujeres. En un discurso de 2004 para conmemorar el vigésimo aniversario de la Ley de Discriminación Sexual de 1984, Evatt criticó la Ley y otras leyes relacionadas con los derechos de la mujer en Australia, en términos de su insuficiencia para satisfacer las obligaciones de Australia en virtud de la Convención sobre la eliminación de todas las formas de discriminación contra la mujer. También criticó la legislación antiterrorista del entonces gobierno liberal de Howard, en particular las disposiciones relacionadas con las órdenes de control y la detención preventiva, y dijo que "estas leyes atacan las libertades más fundamentales de nuestra democracia de la manera más draconiana".
Evatt fue signataria de los Principios de Yogyakarta en noviembre de 2006.

## Obras
- Evatt, Elizabeth (1987). «Recollections».  En Curthoys, Ann; Martin, A.W., eds. Australians from 1939 (2nd edición). Sydney: Fairfax, Syme & Weldon Associates. p. 474. ISBN 0-949288-23-3.
- Evatt, Elizabeth (19 de julio de 1991).  New South Wales Women's Advisory Council, ed. Valuing women's work: women, equality and family law reform (Lecture). Anne Conlon memorial lecture. Haymarket, Sydney.
- Evatt, Elizabeth, ed. (1991). A Guide to family law: questions and answers to help you make the right decisions. Sydney: Bay Books. pp. 176. ISBN 1-86378-040-8.
- Evatt, Elizabeth Andreas; Australia. Office of the Minister for Aboriginal and Torres Strait Islander Affairs (1996), «Review of the Aboriginal and Torres Strait Islander Heritage Protection Act 1984», Norfolk Island Report (Minister for Aboriginal and Torres Strait Islander Affairs), ISBN 978-0-642-27173-0, ISSN 0727-4181. (Selected parts of the review)

## Premios y reconocimientos
Fue nombrado Oficial de la Orden de Australia el 14 de junio de 1982, en reconocimiento a sus servicios a la ley, y se le otorgó el estatus de Companion of the Order of Australia, en los honores del cumpleaños de la Reina el 12 de junio de 1995. La última mención se otorgó "en reconocimiento al servicio a la ley, la justicia social y la promoción de los derechos humanos en todo el mundo, particularmente en las áreas de igualdad de oportunidades y legislación y práctica contra la discriminación".
En 1985 un doctorado honoris causa le fue otorgado a Evatt por la Universidad de Sydney en una ceremonia especial que celebró el centenario de las primeras graduaciones de mujeres en la universidad. En 1994, la Universidad Flinders de Australia del Sur otorgó el mismo reconocimiento a Evatt.
Fue agregada al Cuadro de Honor Victoriano de Mujeres en 2001.
En 2007, el Blue Mountains Community Legal Centre cambió su nombre a Centro Legal Comunitario Elizabeth Evatt. El Centro brinda asesoramiento legal gratuito a personas en la región circundante, y Evatt actúa como patrocinadora del centro.
Evatt es miembro vitalicio de la Fundación Evatt, una organización establecida en memoria de su tío, el Dr. HV Evatt, con el objetivo de promover los más altos ideales del movimiento laboral, como la igualdad, la participación, la justicia social y los derechos humanos. Evatt se desempeñó como vicepresidenta de la Fundación entre 1982 y 1987.

## Vida personal
Hija del abogado Clive Evatt QC, nieta del empresario Harry Andreas de Leuralla, y sobrina de Herbert Vere Evatt.